# Кубок Франції з футболу 1926—1927
Кубок Франції з футболу 1926—1927 — 10-й розіграш турніру. Переможцем змагань втретє загалом і вдруге поспіль став марсельський «Олімпік». Змагання проводились у 9 раундів, участь у яких брали 346 команд.

## Чвертьфінали
| Переможці         | Рахунок | Переможені      |
| ----------------- | ------- | --------------- |
| 6 березня 1927    |         |                 |
| Кевії             | 4:1     | УССП (Париж)    |
| Олімпік (Марсель) | 1:0     | Олімпік (Лілль) |
| Стад Рафаулуа     | 2:1     | Стад Гавр       |
| СА Париж          | 2:2     | Клуб Франсе     |
| 27 березня 1927   |         |                 |
| СА Париж          | 2:1     | Клуб Франсе     |

## Півфінали
| Переможці         | Рахунок | Переможені    |
| ----------------- | ------- | ------------- |
| 3 квітня 1927     |         |               |
| Кевії             | 1:1     | Стад Рафаулуа |
| Олімпік (Марсель) | 1:1     | СА Париж      |
| Перегравання      |         |               |
| 17 квітня 1927    |         |               |
| Олімпік (Марсель) | 6:0     | СА Париж      |
| 23 квітня 1927    |         |               |
| Кевії             | 1:0     | Стад Рафаулуа |

## Фінал
| 8 травня 1927 |

| «Олімпік» (Марсель)             | 3 — 0 | «Кевії» |
| ------------------------------- | ----- | ------- |
| 34' Дюран 36' Галле 89' Девакез |       |         |

| Олімпійський стадіон Ів дю Мануар, Коломб Глядачів: 23 800 Арбітр: Поль Кіттемель |

| Олімпік       |                  |
|               |                  |
| ВР            | Шарль Аллі       |
| ЗХ            | Поль Шнек        |
| ЗХ            | Жозеф Жак'є      |
| ПЗ            | Ернест Клере (к) |
| ПЗ            | Жан Кабассу      |
| ПЗ            | Еме Дюрбек       |
| НП            | Жуль Девакез     |
| НП            | Раймон Дюран     |
| НП            | Жан Боє          |
| НП            | Едуар Крю        |
| НП            | Моріс Галлай     |
| Тренер:       |                  |
| Віктор Гібсон |                  |

| Кевії   |                       |
|         |                       |
| ВР      | Вальтер Пуддефут      |
| ЗХ      | Шарль Демельє         |
| ЗХ      | Гійом Фарре           |
| ПЗ      | Робер Еке             |
| ПЗ      | Філіпп Боннардель (к) |
| ПЗ      | Патрік Грюльт         |
| НП      | Норман Дінс           |
| НП      | Луї Гіллар            |
| НП      | Люсьєн Фагрі          |
| НП      | Рене Вілліг           |
| НП      | Люсьєн Верден         |
| Тренер: |                       |
| Х       |                       |